# Spit It Out
"Spit It Out" är en låt av det amerikanska metalbandet Slipknot. Låten släpptes som den andra singeln från deras självbetitlade debutalbum.

## Utgivning och mottagande
Det var en tvist om lanseringen av den här låten som bandets och albumets första singel

## Musikvideo
Musikvideon för "Spit It Out" består av klipp mellan ett liveuppträdande av låten och en parodi av 1980-skräckfilmen The Shining, med Joey Jordison som Danny Torrance, Shawn Crahan och Chris Fehn som Grady-tvillingarna, Corey Taylor som Jack Torrance, Mick Thomson som bartendern Lloyd, Craig Jones som Dick Hallorann, James Root som Wendy Torrance, Paul Gray som Harry Derwent och Sid Wilson som liket i badkaret. The Shining-scenerna spelades in i Villa Carlotta i Hollywood, Kalifornien och regisserades av Chris Jordan och Robert Piser. Videon bannlystes av MTV, på grund av scenen där James Root slår Corey Taylor med ett basebollträ.

## Låtlista
Alla låtar skrivna av Slipknot.
CD-singel
1. "Spit It Out" – 2:41
2. "Surfacing" (live) – 3:46
3. "Wait and Bleed" (live) – 2:45

- innehåller musikvideon till "Spit It Out"

7"-singel
1. "Spit It Out" – 2:41
2. "Surfacing" (live) – 3:46

Amerikansk promosingel
1. "Spit It Out" (Edit) – 2:40
2. "Call-Out Hook" – 0:12

Europeisk promosingel
1. "Spit It Out"

- innehåller musikvideon till "Spit It Out"

## Personal
| Slipknot - (#8) Corey Taylor – sång - (#7) Mick Thomson – gitarr - (#4) Josh Brainard – gitarr - (#2) Paul Gray – bas - (#1) Joey Jordison – trummor, mixning - (#6) Shawn Crahan – slagverk - (#3) Chris Fehn – slagverk - (#0) Sid Wilson – turntables - (#5) Craig Jones – sampler, media | Produktion - Sean McMahon – ljudtekniker, mixning - Steve Remote – ljudtekniker på "Surfacing" (live) och "Wait and Bleed" (live) - Jay Baumgardner – mixning på "Surfacing" (live) och "Wait and Bleed" (live) |